# 米歇尔·卢汉·格里沙姆
米歇尔·卢汉·格里沙姆（/ˈluːhɑːn ˈɡrɪʃəm/ LOO-hahn GRISH-əm，1959年10月24日—）是美國的一位政治家，民主黨人，2013年至2019年擔任美国众议院新墨西哥州第一國會選區议员，2019年起擔任新墨西哥州第32任州長。